# Kalimalang
Kalimalang is een bestuurslaag in het regentschap Ponorogo van de provincie Oost-Java, Indonesië. Kalimalang telt 1424 inwoners (volkstelling 2010).